# T. Clark Hull
Treat Clark Hull  (* 14. Juni 1921 in Danbury, Connecticut; † 25. Juli 1996 ebenda) war ein US-amerikanischer Jurist und Politiker. Zwischen 1971 und 1973 war er Vizegouverneur des Connecticut.

## Werdegang
Clark Hull absolvierte die Phillips Exeter Academy in New Hampshire und studierte danach bis 1942 an der Yale University. Anschließend nahm er zwischen 1942 und 1946 als Soldat im Fliegerkorps der amerikanischen Streitkräfte am Zweiten Weltkrieg teil. Nach einem Jurastudium an der Harvard University und seiner 1948 erfolgten Zulassung als Rechtsanwalt begann er in Danbury in diesem Beruf zu arbeiten. Politisch schloss er sich der Republikanischen Partei an. Zwischen 1963 und 1971 gehörte er dem Senat von Connecticut an.
1970 wurde Hull an der Seite von Thomas Joseph Meskill zum Vizegouverneur von Connecticut gewählt. Dieses Amt bekleidete er zwischen 1971 und 1973. Dabei war er Stellvertreter des Gouverneurs und Vorsitzender des Staatssenats. Im Jahr 1973 wurde er Richter am Superior Court seines Staates. Daraufhin musste er das Amt des Vizegouverneurs aufgeben, das nun an Peter L. Cashman fiel. In den folgenden Jahren bekleidete er verschiedene Richterstellen in Connecticut. Seit 1987 war er am dortigen Supreme Court ebenfalls als Richter tätig. 1991 musste er altersbedingt diesen Posten aufgeben. Danach war er noch als staatlicher Schlichter (State referee) in Zivilverfahren tätig. Clark Hull starb am 25. Juli 1996 in Danbury.